# Schizopelma masculinum
Schizopelma masculinum là một loài nhện trong họ Theraphosidae.
Loài này thuộc chi Schizopelma. Schizopelma masculinum được Embrik Strand miêu tả năm 1907.